# Basteja przy Prochowni
Basteja przy Prochowni w Stargardzie - budowla fortyfikacyjna położona w południowej części Starego Miasta, nad korytem Iny, obok prochowni, przy dzisiejszej ul. Strażniczej. Dziś jest najgorzej zachowaną spośród trzech średniowiecznych bastei, częściowo zachowana jako zabezpieczona ruina. Basteja, kolegiata Mariacka i pozostałe mury obronne rozporządzeniem Prezydenta RP z dnia 17 września 2010 została uznana za pomnik historii.
Basteja powstała w ostatnim etapie budowy murów obronnych w II połowie XVI wieku. Została wzniesiona jako budowla dwukondygnacyjna, posiadająca liczne otwory strzelnicze. Od strony miasta zamykana była prostą ścianą z portalem wejściowym oraz oknami. W swojej formie nawiązywała do dwóch pozostałych bastei.